# Rupert Hamer
Rupert James Hamer (29 juillet 1916 - 23 mars 2004), généralement connu jusqu'à son anoblissement en 1982 sous le nom de Dick Hamer est un homme politique libéral australien qui fut le 39e Premier ministre du Victoria de 1972 à 1981.

## Jeunesse
Hamer est né à Melbourne. Son frère, David Hamer, sera parlementaire libéral fédéral. Il a fait ses études à la Geelong Grammar School et à l'Université de Melbourne où il a obtenu son diplôme en droit. Il a rejoint l'armée australienne en 1939 et a servi à Tobrouk, El Alamein, en Nouvelle-Guinée et en Normandie. Après la guerre, il est devenu associé dans le cabinet d'avocats familial et a milité au parti libéral. En 1944, il épousa April Mackintosh, avec qui il a eu cinq enfants. 

## Carrière parlementaire
En 1958, il fut élu au Conseil législatif du Victoria, où il resta jusqu'en 1971, quand il fut élu à l'Assemblée législative comme député de la circonscription de Kew. Il fut nommé au gouvernement d'Henry Bolte en 1962, devenant ministre du budget adjoint. Il fut ministre des Affaires locales de 1964 à 1971, ministre du budget et vice-premier ministre de 1971 à 1972. Bien qu'il ait été fidèle à Bolte, il avait la réputation d'être beaucoup plus libéral que son leader conservateur. 

## 39ePremier ministre du Victoria
Bolte prit sa retraite en 1972 et Hamer lui succéda comme chef du Parti libéral et premier ministre, malgré l'opposition de l'aile conservatrice du Parti. Hamer représenta un changement radical par rapport à l'époque Bolte au point qu'il put faire campagne pour l'élection de 1973 comme un nouveau leader réformateur en dépit du fait que les libéraux avaient été au pouvoir pendant 18 ans. Employant le slogan "Hamer Makes It Happen", il remporte une victoire contre l'opposition travailliste dirigée par Clyde Holding et une plus grande victoire (également contre Holding) en 1976. 
Hamer, assisté par des alliés tels que le Procureur général Haddon Storey, proposa de moderniser et de libéraliser le gouvernement du Victoria. Les lois sur la protection de l'environnement ont été considérablement renforcées, la peine de mort a été abolie, les communautés autochtones ont obtenu la propriété de leurs terres, l'avortement et l'homosexualité ont été dépénalisés et les lois anti-discrimination ont été introduites. Les restrictions sur les horaires d'ouverture des magasins et sur les divertissements du dimanche ont été assouplies. Un nouveau centre pour les arts de la scène a été construit dans le centre de Melbourne. Ces mesures ont obtenu le soutien des électeurs de classe moyenne et le quotidien de Melbourne The Age, qui a souvent été critique à l'égard de Bolte, a fortement appuyé le gouvernement de Hamer.
En 1979, toutefois, l'image d'Hamer va se ternir lorsque le Victoria va être de plus en plus en proie à des difficultés économiques, à la montée du chômage, à des troubles sociaux et à une baisse de l'industrie traditionnelle base de l'économie industrielle du Victoria. En même temps, le Parti travailliste montait en puissance face aux libéraux du Victoria. Aux élections de 1979, les libéraux gardèrent le pouvoir avec une majorité d'un seul siège, mais ils purent compter sur le soutien des conservateurs du Parti national d'Australie. 
Après ce revers, l'aile conservatrice du parti libéral, qui a toujours détesté le social-libéralisme de Hamer, a commencé à saper sa position. Leleader de cette aile, le ministre du développement économique, Ian Smith, fut démis du gouvernement pour déloyauté en mars 1981. Il a été rétabli dans ses fonctions après serment de fidélité à Hamer, mais il démissionna de nouveau en mai. Il était évident à ce stade que Hamer avait perdu le soutien de son parti et il démissionna en juin. Le mois suivant, il démissionna du Parlement et fut anobli. Il devint Sir Rupert Hamer. Au cours des élections partielles qui suivirent, son siège de Kew fut remporté par les libéraux. Aux élections l'année suivante, les libéraux furent battus après 27 ans de pouvoir. 

## Carrière ultérieure
Hamer est resté actif dans les affaires publiques et communautaires après son départ à la retraite. Il a été président de l'Opéra d'État du Victoria de 1982 à 1995, président du Collège des arts du Victoria de 1982 à 1996 et président de l'Association des usagers des transports publics à partir de 1989. Il est décédé d'une crise cardiaque dans son sommeil le 23 mars 2004, et sa famille a accepté l'offre de funérailles nationales du premier ministre travailliste, Steve Bracks. Hamer a été salué par toutes les opinions politiques. L'ex-président fédéral travailliste, Barry Jones, l'a qualifié de "la plus belle fleur dans la tradition victorienne deakinite". 
Peu de temps après sa mort, la principale salle de concert du Centre des arts de Melbourne, connue sous le nom de Concert Hall de Melbourne, a été rebaptisée Hamer Hall.  